# Seni della dura madre
I seni venosi della dura madre, seni durali o seni cranici sono una rete complessa di canali venosi contenuti nello spessore di due pliche della dura madre encefalica (lamine periostale e meninge) e drenano il sangue refluo dall'encefalo e dal cranio per confluire nella vena giugulare interna. Sono formati dallo sdoppiamento della dura madre oppure sono compresi tra la dura madre e l’endocranio. Possiedono, in sezione, forma triangolare o circolare o semicircolare.
Sono costituiti da un sottile strato endoteliale e da uno sottomesoteliale di connettivo elastico, oltre che dal tessuto fibroso della dura madre. Questi seni hanno le pareti che non collabiscono ed il loro lume non si puo’ modificare in quanto le pareti sono costituite da tessuto denso, rigido e anaelastico. A differenza delle altre vene non hanno valvole , pertanto la direzione del flusso è reversibile, altra differenza con le vene è che non contengono tessuto muscolare liscio nella costituzione delle loro pareti. Presentano al loro interno trabecole o setti e possono assumere aspetto cavernoso o plessiforme; in corrispondenza dello sbocco di vene meningee e diploiche presentano delle cavità irregolari, le lacune venose, inoltre vene emissarie li connettono alla circolazione venosa extracranica. Ad essi infatti, oltre alle vene delle meningi, a quelle dell'orecchio interno e alle vene diploiche comprese nello spessore delle ossa piatte della volta del cranio, mettono capo le vene encefaliche e le vene oftalmiche. I seni della dura madre scaricano il loro sangue nella vena giugulare interna, alcuni di essi però comunicano anche con altre vene extracraniche, mediante i cosiddetti emissari che passano per forami della cavità del cranio. Taluni seni della dura madre presentano diverticoli laterali, chiamati laghi sanguiferi.
Possono essere impari e mediani, oppure pari e simmetrici.
Impari:
- il seno sagittale superiore decorre sul margine superiore della falce cerebrale e raggiunta la protuberanza occipitale interna si getta nella confluente dei seni (o Torcolare di Erofilo), un'ampia cavità venosa scavata nella dura madre nella quale convergono, oltre al seno sagittale superiore, anche il seno retto e i due seni occipitali, e dalla quale si dipartono i due seni trasversi. Questo seno origina a livello del forame cieco del frontale per confluenza delle vene del forame cieco e si porta indietro costeggiando la cresta frontale e, fattosi poi più voluminoso, decorre nella doccia sagittale formata da frontale, parietali e occipitale. Riceve le vene cerebrali superiori, vene diploiche e meningee, inoltre è connesso alla circolazione venosa superficiale dalla vena emissaria parietale e comunica su ogni lato, attraverso aperture simili a fessure, con le lacune venose laterali (all'interno delle quali, mediante le granulazioni aracnoidee, viene riassorbita nel circolo venoso larga parte del liquor).
- il seno sagittale inferiore è un sottile canale venoso, relativamente esiguo che inizia a fondo cieco e decorre sotto il margine inferiore della falce del cervello (la falce encefalica, la quale separa i due emisferi telencefalici)  e si congiunge, dopo essere aumentato di volume,  all'estremo anteriore del seno retto. Origina a livello del forame cieco e riceve piccole vene della falce e del corpo calloso;
- il  seno retto, alquanto voluminoso, è la continuazione del seno sagittale inferiore e decorre nel punto di attacco della falce cerebrale al tentorio del cervelletto fino a confluire nel seno trasverso o nel confluente dei seni in corrispondenza della protuberanza occipitale interna (è formato quindi dall'unione del seno sagittale inferiore con la grande vena cerebrale), riceve la grande vena cerebrale di Galeno e vene del tentorio del cervelletto. Contrae inoltre rapporti anche con il Torchio di Erofilo.
- Plesso basilare è un plesso piuttosto lasso di vene (connesse tra di loro in più punti), si estende sul clivo dell’osso occipitale a partire dal seno cavernoso, fino al margine anteriore del foro grande occipitale e si apre qui nelle vene del canale vertebrale (plesso venoso vertebrale interno). Riceve le vene del ponte, le vene del midollo allungato e le vene ossee dall’occipitale.
- il seno occipitale è un seno sottile che si trova appena sotto i solchi trasversi, nasce a livello della protuberanza occipitale interna dal seno trasverso, dal seno retto o dal confluente dei seni, percorre il margine aderente della falce cerebellare e si biforca per terminare ai margini inferiori del seno trasverso, riceve piccole vene durali, diploiche e cerebellari. È il più piccolo dei seni venosi durali. Compie anastomosi con i plessi venosi vertebrali (Sistema venoso di Batson, a propria volta in collegamento con il drenaggio venoso della piccola pelvi) e, mediante tale collegamento, neoplasie originatesi a livello pelvico o direttamente osseo spinale possono colonizzare con processi metastatici l'ambiente endocranico.

Pari:
- il seno trasverso è un grosso seno venoso che parte dalla confluente dei seni e si dirige verso il foro giugulare (o forame lacero posteriore) dove si apre nella vena giugulare interna. Origina dai rami di biforcazione del seno sagittale superiore e del seno retto o dal confluente dei seni, talvolta origina a destra come diretta continuazione del sagittale superiore e a sinistra del seno retto,(talvolta , il seno sagittale superiore ed il seno retto non si uniscono, ma continuano ciascuno in un seno trasverso. Anche quando i seni si uniscono, una maggiore quantità di sangue solitamente passa per il seno trasverso di destra piuttosto che per quello di sinistra. in conseguenza di ciò, la vena giugulare interna di destra è spesso più voluminosa di quella di sinistra. In un piccolo numero di soggetti, la ripartizione del sangue è invece inversa, in modo tale cioè che più sangue viene drenato attraverso la vena giugulare di sinistra che attraverso quella di destra)  percorre il solco trasverso della squama dell'occipitale e del parietale, lungo l’impianto del tentorio del cervelletto della dura madre, quando poi quest’ultimo passa ad inserirsi sul margine superiore della piramide dell’osso temporale, il seno trasverso abbandona il tentorio del cervelletto medesimo e piega verso il basso quindi decorre nel solco sigmoideo lungo l’impianto del tentorio del cervelletto della dura madre, quando poi quest’ultimo passa ad inserirsi sul margine superiore della piramide dell'osso temporale, il seno trasverso abbandona il tentorio del cervelletto medesimo e piega verso il basso del temporale dove prende il nome di seno sigmoideo e si porta nel solco trasverso della parte laterale dell'occipitale, dove termina a livello della porzione posteriore del forame giugulare nella vena giugulare interna. Riceve le vene cerebrali inferiori, cerebellari, uditive interne, il seno petroso superiore e occipitale, inoltre è connesso alla rete venosa superficiale dalle vene emissarie mastoidea e occipitale.
- il seno cavernoso origina dalle vene oftalmiche e dalla centrale della retina e drena nei seni petrosi e nei plessi basilare e pterigoideo. Questo seno non si presenta come uno spazio slargato ed uniforme, ma è invece suddiviso, ad opera di fini tralci e trabecole di tessuto connettivo, in un sistema di piccoli vasi comunicanti che presentano una certa somiglianza con i tessuti cavernosi erettili del corpo. Il seno cavernoso è in rapporto con la faccia laterale del corpo dello sfenoide, su entrambi i lati della sella turcica che accoglie la ghiandola ipofisi. Davanti e dietro la ghiandola i seni cavernosi di destra e di sinistra comunicano fra loro attraverso i seni intercavernosi anteriore e posteriore. I condotti venosi che si aprono nel seno cavernoso anteriormente sono due su ciascun lato. Lungo il margine posteriore della piccola ala dello sfenoide decorre il seno parietale che sbocca in corrispondenza dell'angolo antero-laterale del seno cavernoso. In corrispondenza del suo inizio, il seno sfeno-parietale comunica con un ramo della vena meningea media. Il più importante tributario del seno cavernoso e la vena oftalmica. Questa origina dall'unione di una vena oftalmica superiore, più grande, e di un'oftalmica inferiore, più piccola, che ricevono il sangue dal bulbo oculare e dai suoi organi accessori. La vena oftalmica raggiunge il seno cavernoso attraverso la fessura orbitaria superiore. Talvolta le vene oftalmiche superiori ed inferiori nel seno cavernoso. Attraverso il seno cavernoso decorre l'arteria carotide interna, circondata dal plesso carotideo dell’ortosimpatico. Lateralmente all'arteria, che si presenta incurvata ad s, il nervo abducente attraversa il seno in una direzione pressoché sagittale. Nel loro passaggio attraverso il seno, l'arteria carotidea interna, il plesso ortosimpatico ed il nervo abducente sono ricoperti da endotelio. I nervi o oculomotore, trocleare ed oftalmico sono situati in corrispondenza del tetto e della parete laterale del seno ed hanno perciò rapporti meno diretti con la cavità venosa stessa. L'arteria carotide interna penetra nel seno attraverso la parete postero inferiore e lo abbandona attraverso la parte anteriore del tetto . Il nervo abducente penetra nella parte più anteriore del seno petroso inferiore, in corrispondenza del clivo, e decorre quindi entro il seno cavernoso. Esso abbandona il seno cavernoso attraverso la parete anteriore che è in rapporto con la fessura orbitaria superiore, dove il nervo abducente converge con i nervi oculomotore, trocleare ed oftalmico.
- il seno petroso superiore origina dall'angolo postero superiore del seno cavernoso, decorre posteriormente e lateralmente lungo il margine superiore della piramide del temporale e termina in quello trasverso (congiunge quindi il seno cavernoso con il seno trasverso), la dove quest’ultimo ripiega per continuare nel seno sigmoideo. In vicinanza dell’apice della piramide, il seno passa a cavaliere dell’incisura trigeminale. Incrocia il trigemino superiormente e riceve vene cerebrali inferiori, cerebellari, pontine, timpaniche e la vena dell'acquedotto del vestibolo e la vena grande anastomica.
- il seno petroso inferiore è più breve ma più slargato del seno petroso superiore e origina in corrispondenza dell’angolo infero-posteriore del seno cavernoso e segue la fessura petro-occipitale, in direzione posteriore, fino al margine anteriore del foro giugulare . Esso passa attraverso la porzione più anteriore di questo foro e attraversa la fessura petro-occipitale, davanti al foro giugulare,  incrociando il nervo glosso-faringeo, il nervo vago ed infine il nervo accessorio per aprirsi nel bulbo superiore (o poco al di sotto di questo) della vena giugulare interna. Riceve le vene uditive interne, cerebellari, pontine e del bulbo. È congiunto con il plesso basilare.
- il seno sfenoparietale del Brechet è lungo e sottile, origina dai laghi sanguigni del seno sagittale superiore e scende adeso alla volta cranica interna, sotto la piccola ala della sfenoide e poco dietro alla sutura coronale (dove è fondamentalmente in connessione con le vene meningee medie) aprendosi infine nel estremità anteriore del seno cavernoso. Riceve come tributarie il ramo frontale della vena meningea media e i rami della vena cerebrale media superficiale (vene cerebrale anteriore e vena cerebrale media superficiale) e le vene diploiche.
- Il seno marginale circonda il grande foro occipitale e comunica anteriormente con il plesso basilare e posteriormente con il seno occipitale, quindi drena nel seno sigmoideo o direttamente nella vena giugulare.
- Il seno petrosquamoso decorre in un solco compreso fra la parte squamosa e la parte petrosa del temporale. Esso termina posteriormente nel seno trasverso e anteriormente comunica con la vena retro mandibolare (ramo della vena facciale posteriore) attraverso il foro squamoso. Talvolta questo seno venoso può non essere presente.